# Chungyo Department Store
De Chungyo Department Store is een warenhuis en  winkelcentrum in North District, Taichung, Taiwan dat op 30 april 1992 werd geopend. Het complex heeft een totale vloeroppervlakte van 89.100 m2 en 2000 parkeerplaatsen op 15 bovengrondse verdiepingen en drie kelderverdiepingen. 
De belangrijkste ankerwinkels in het winkelcentrum zijn Muji, Eslite Bookstore, Uniqlo, H&M, Jasons Market Place en verschillende themarestaurants.  

## Geschiedenis
Op 30 april 1992 werd de Chungyo Department Store officieel geopend. Vanaf 24 februari 1997 konden de aandelen openbaar verhandeld op de vrije markt. In 1999 werd een joint venture opgericht met een Japans bedrijf en werd het Chungyo Department Store in Peking geopend. Onder andere vanwege verliezen werd de exploitatie overgenomen door een andere onderneming van het vasteland. Op 26 december 2006 werden de aandelen van de beurs gehaald.
Op 9 januari 2009 werd de gezinskaart officieel uitgegeven. Op 3 september 2010 werd Chungyo Restaurant (voorheen P.S. Popular Hall) geopend. Op 1 maart 2011 werd de eerste  Chungyo Titanium Travel Co-branded Card officieel uitgegeven.

## Incident
Op 25 juni 2018 sprong een 18-jarige man genaamd van de 14e verdieping van het warenhuis Chungyo. Zeven hulpverleningsvoertuigen met 25 brandweerlieden en ambulanciers werden onmiddellijk ter plaatse gestuurd. Toen reddingswerkers ter plaatse kwamen, ontdekten ze dat de jongeman door het plafond van de cosmetica-afdeling op de eerste verdieping was gevallen en op een toonbank op de eerste verdieping was beland. De ambulanciers ontdekten dat hij aanvankelijk geen vitale functies meer vertoonde en brachten hem onmiddellijk naar het China Medical University Hospital voor een spoedbehandeling. 

## Fotogalerij

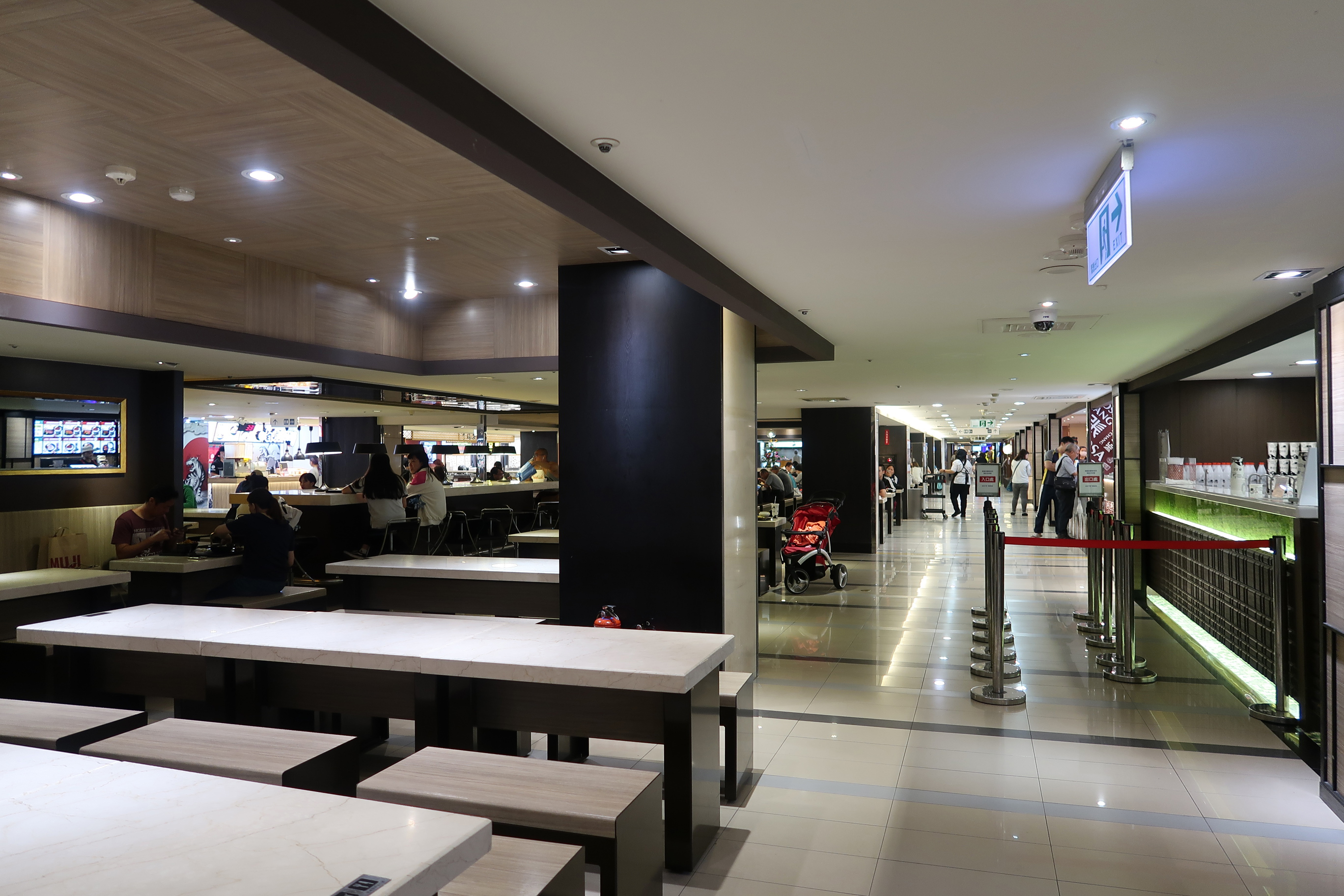
Niveau B3 De foodcourt
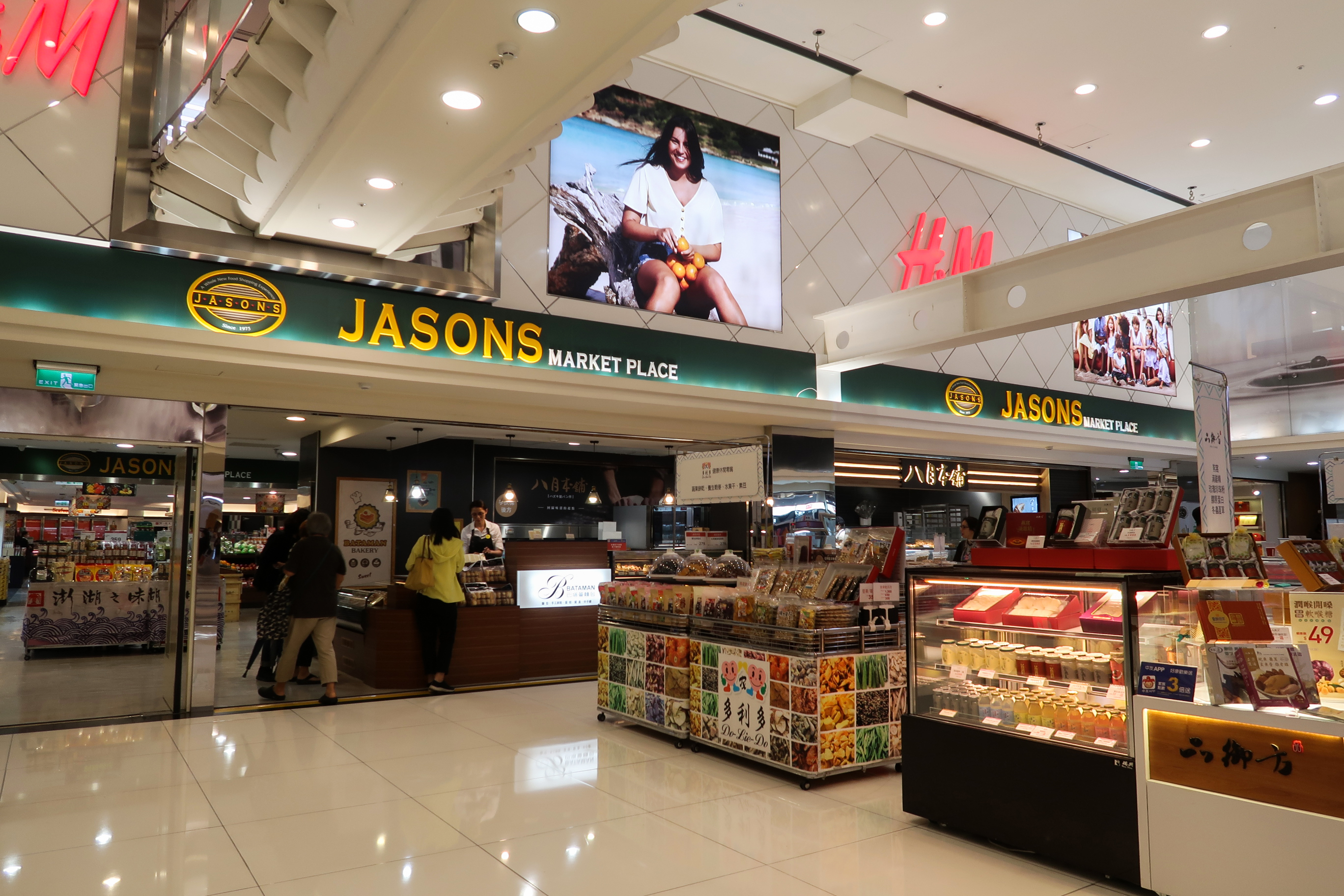
Niveau B3 met o.a. Jasons
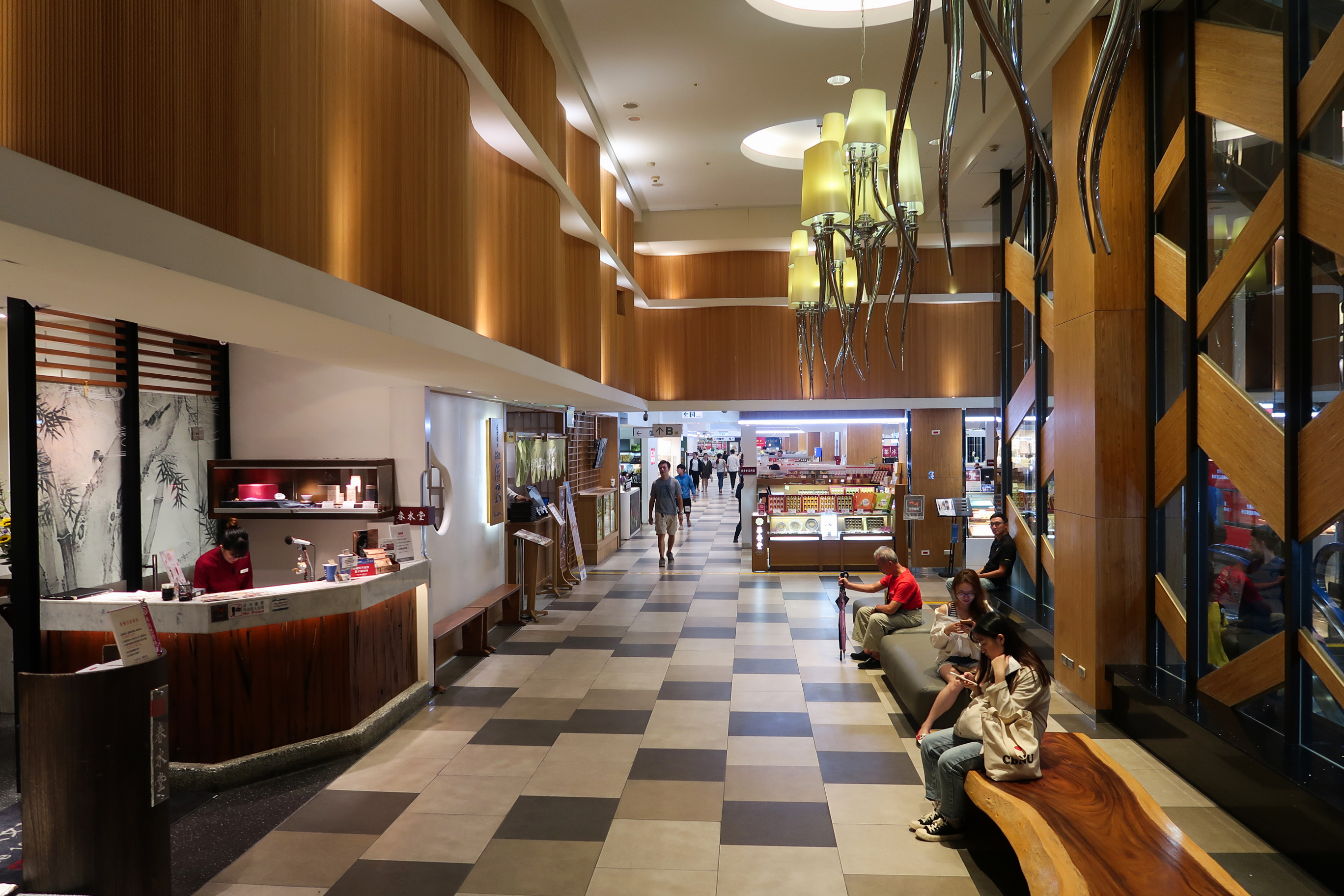
Niveau B2
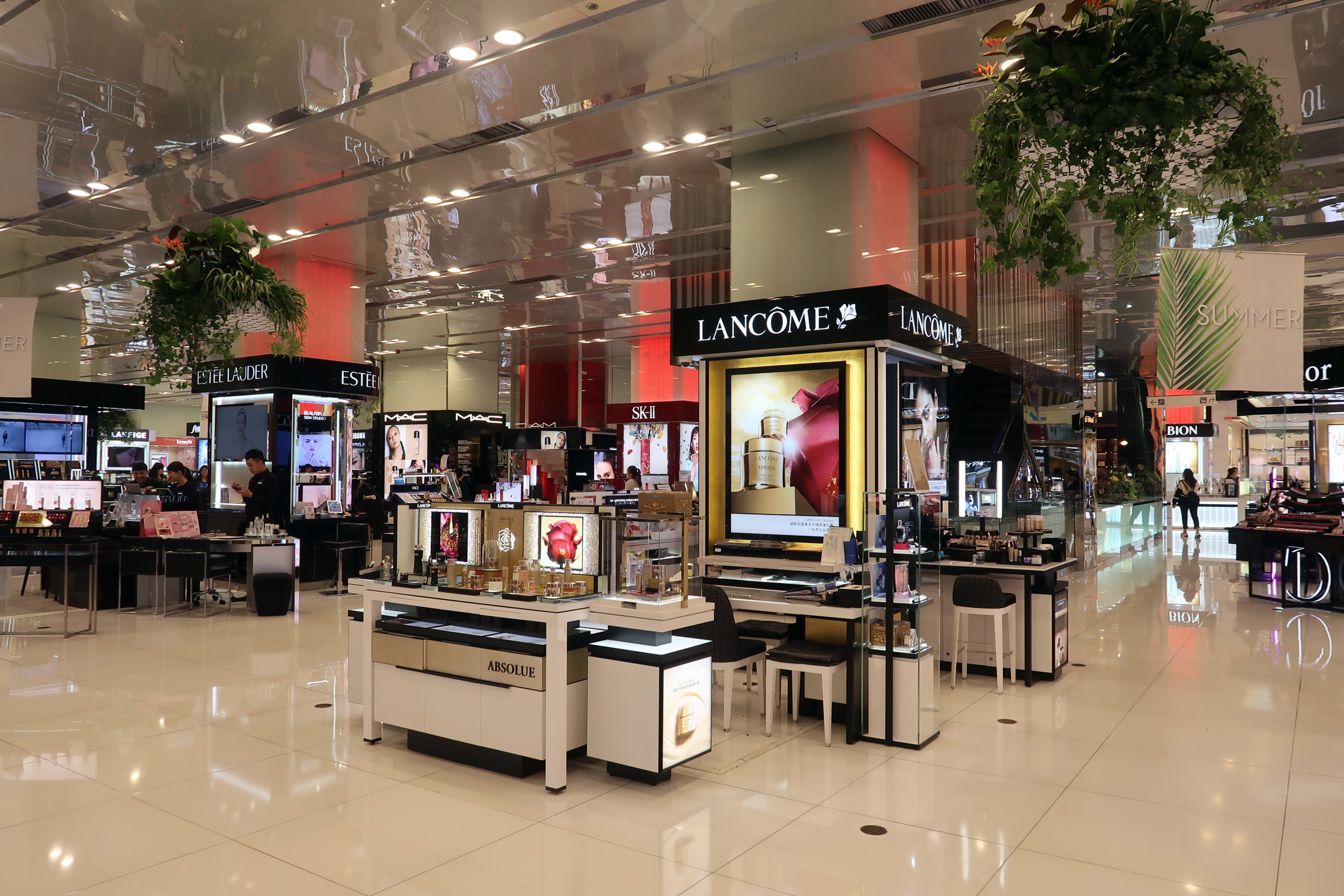
Niveau 1
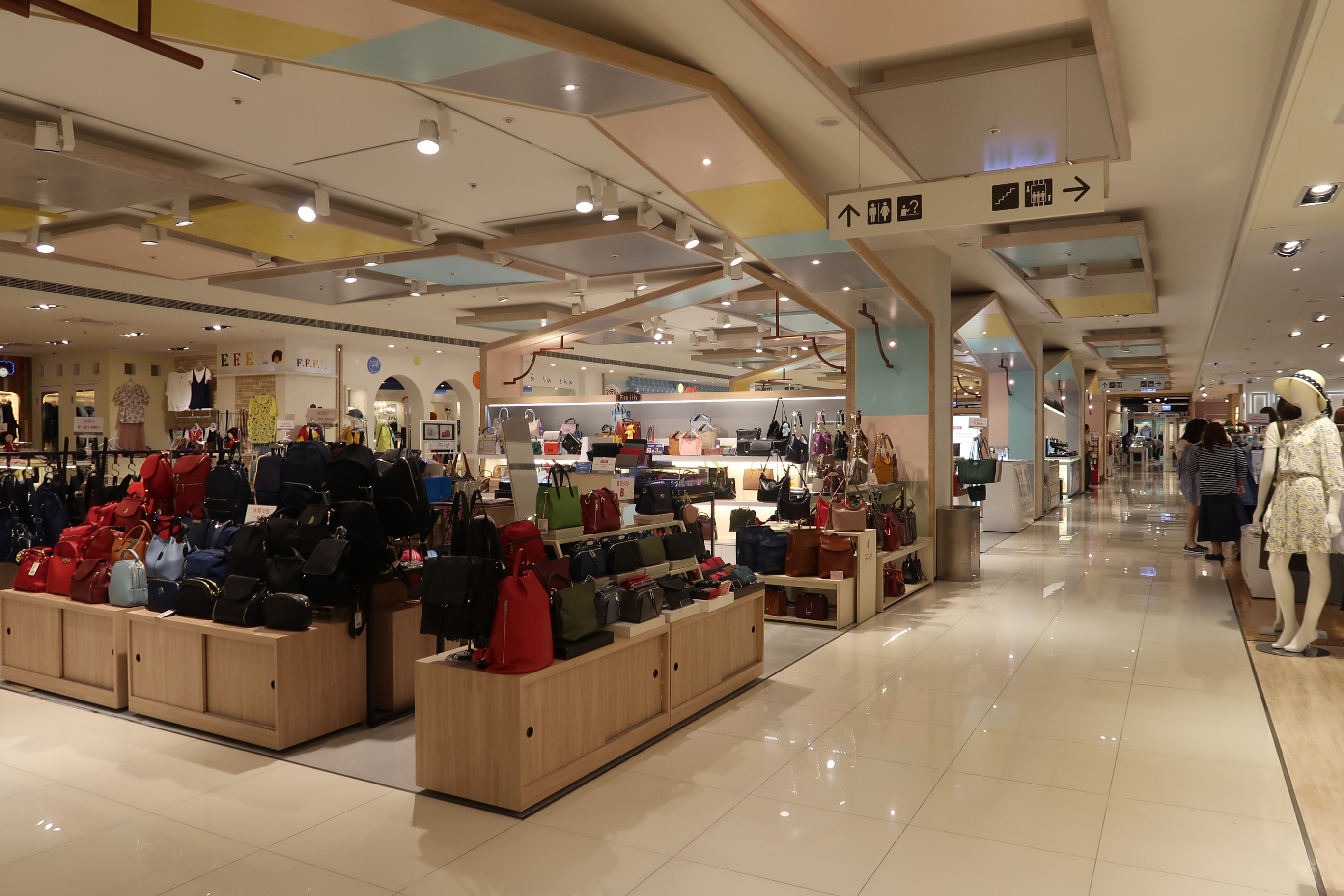
Niveau 3
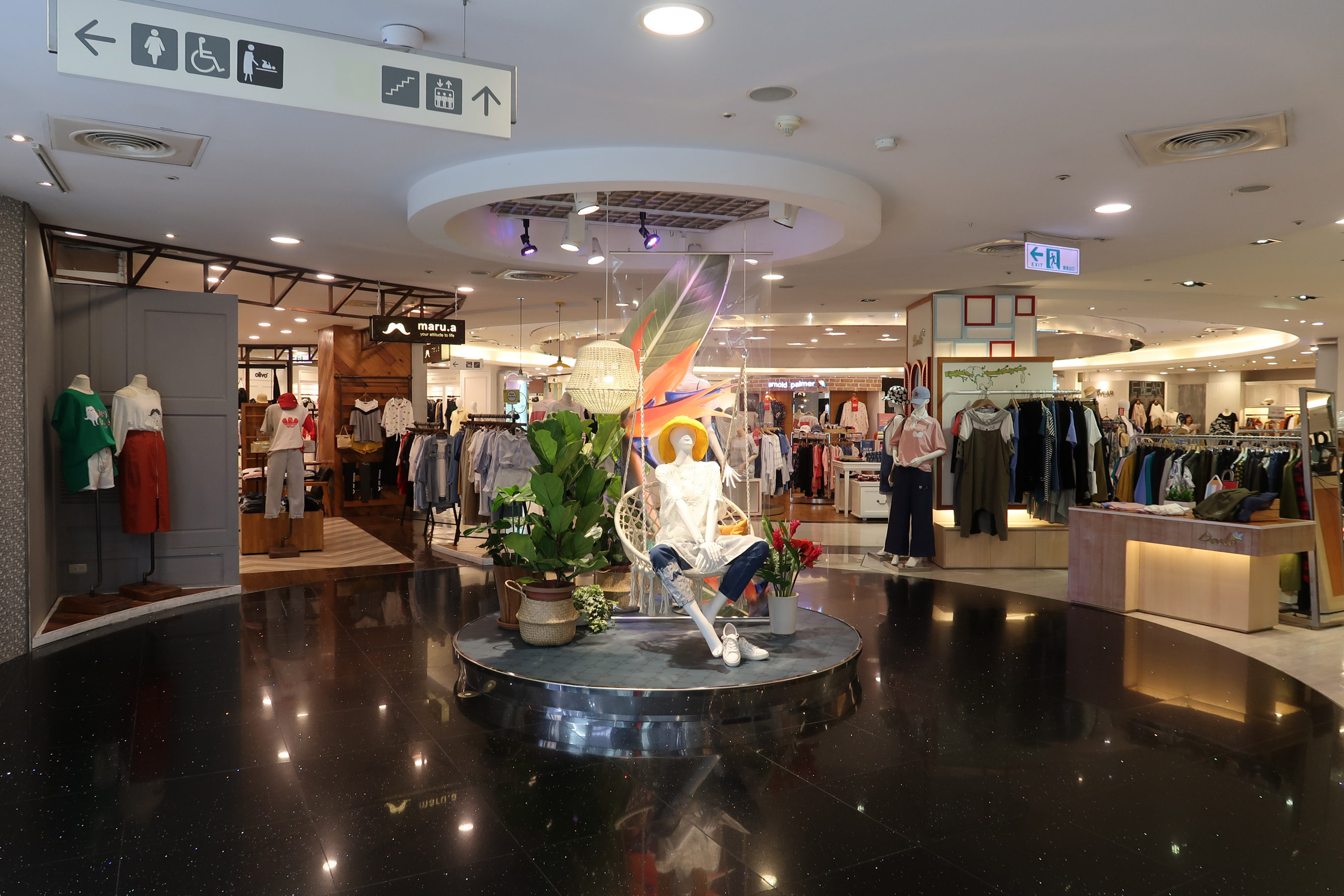
Niveau 4
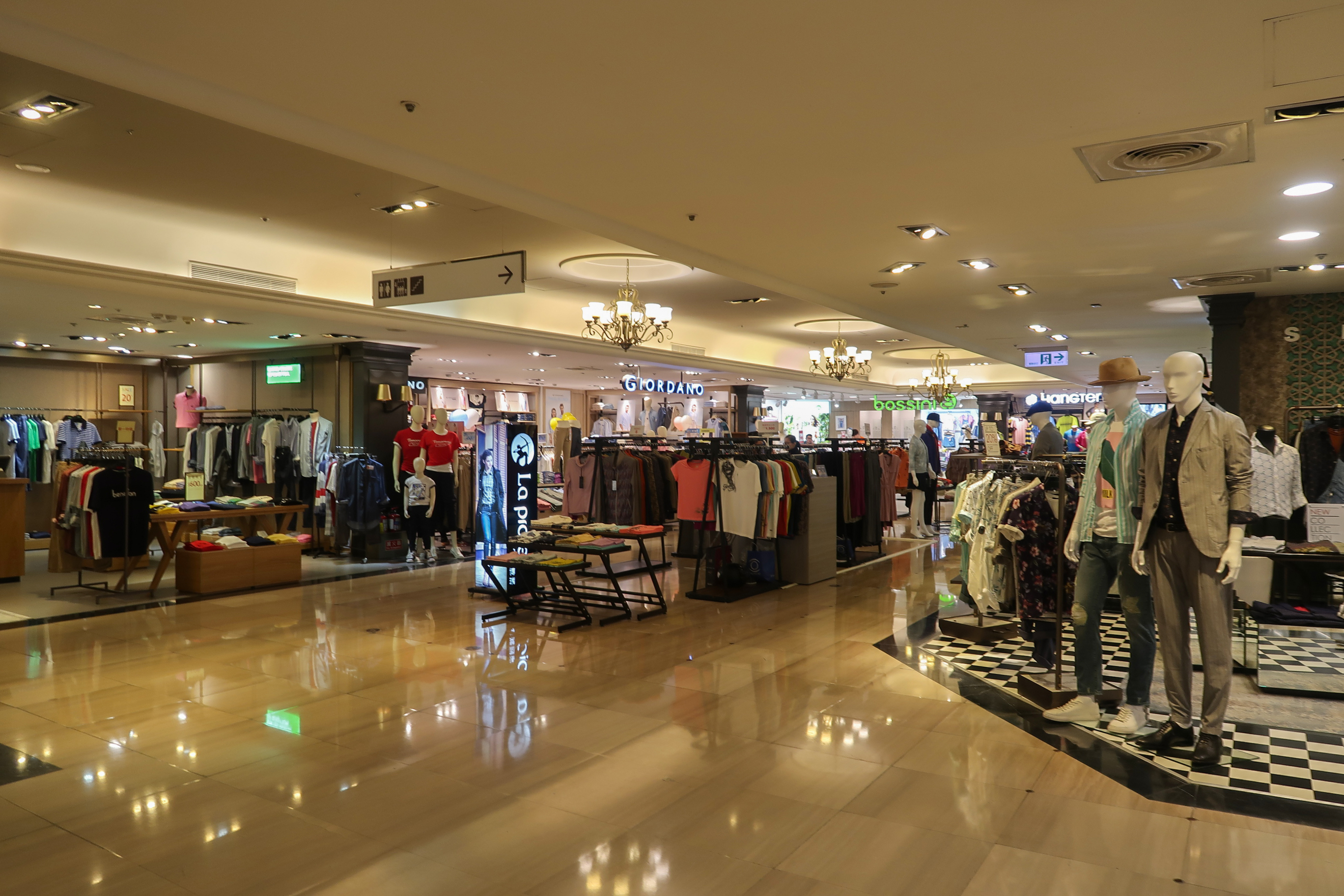
Niveau 6
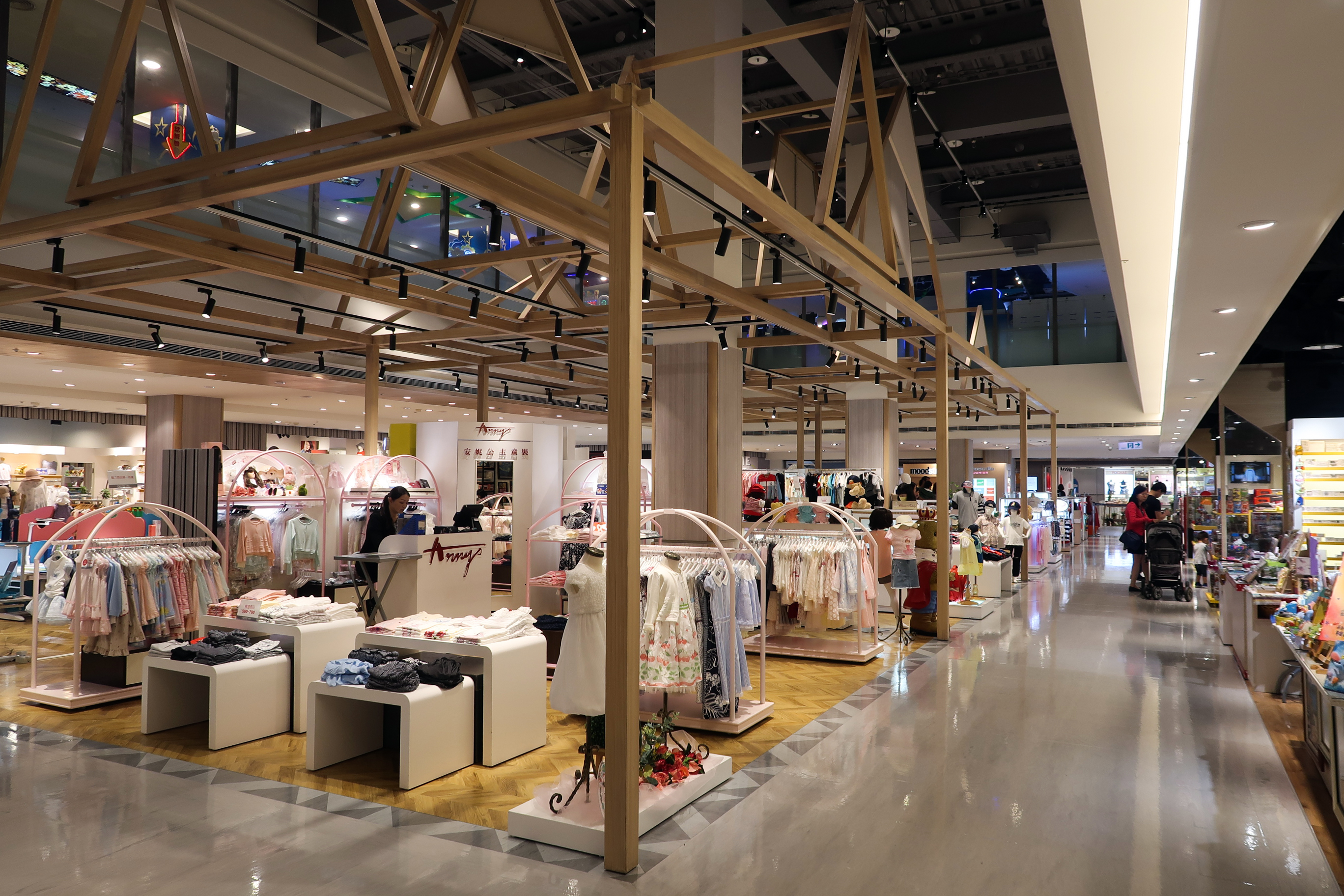
Niveau 7
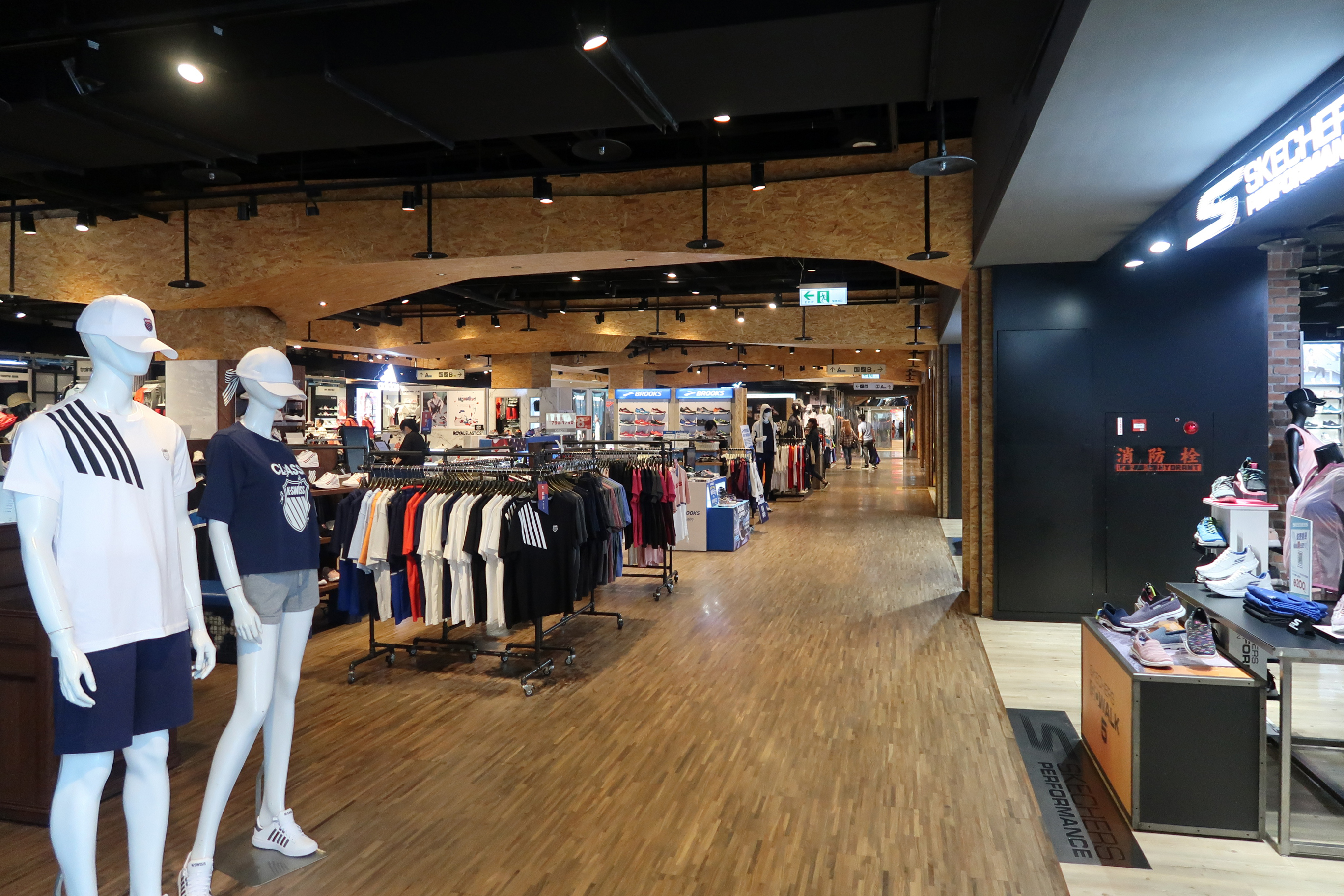
Niveau 9
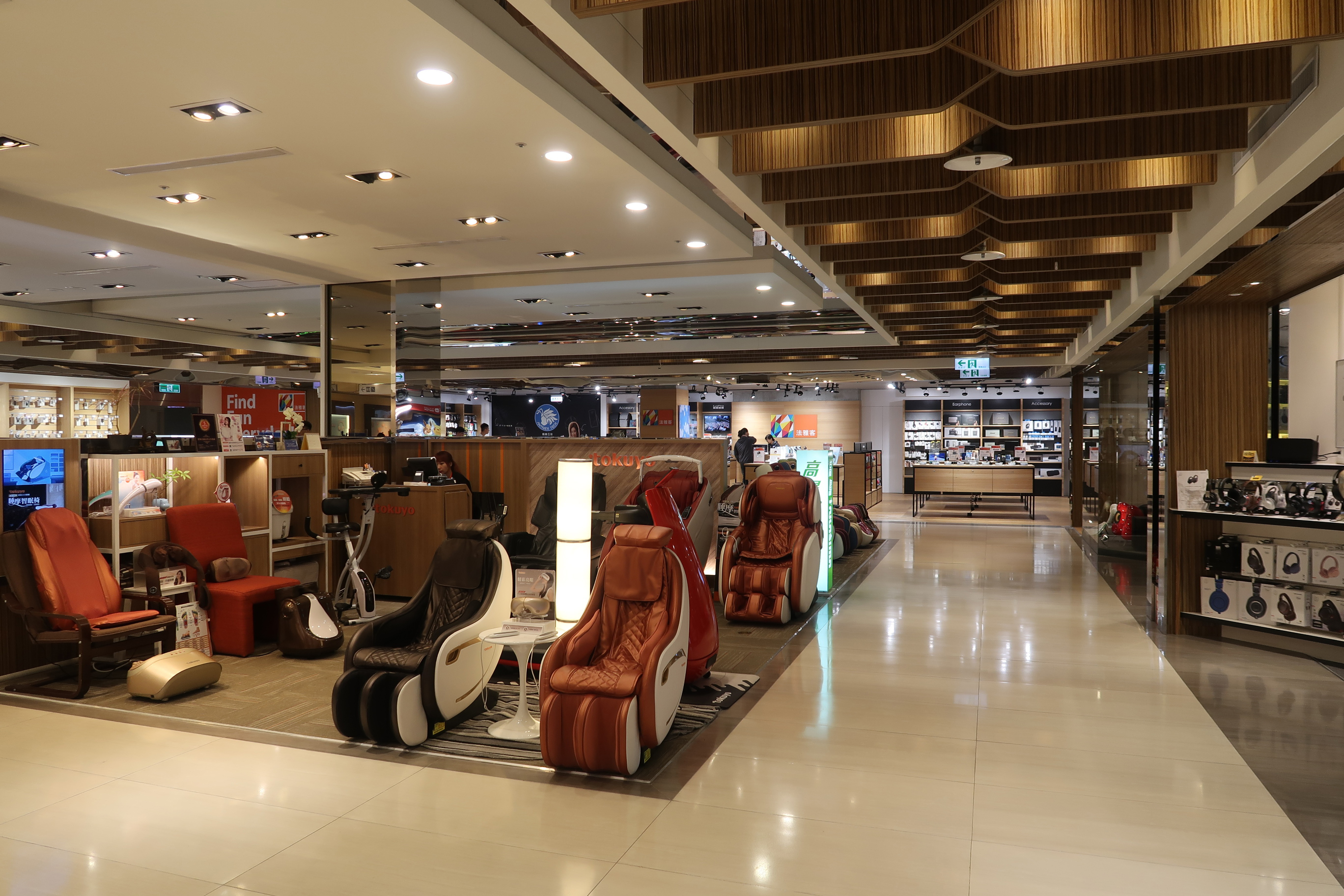
Niveau 10
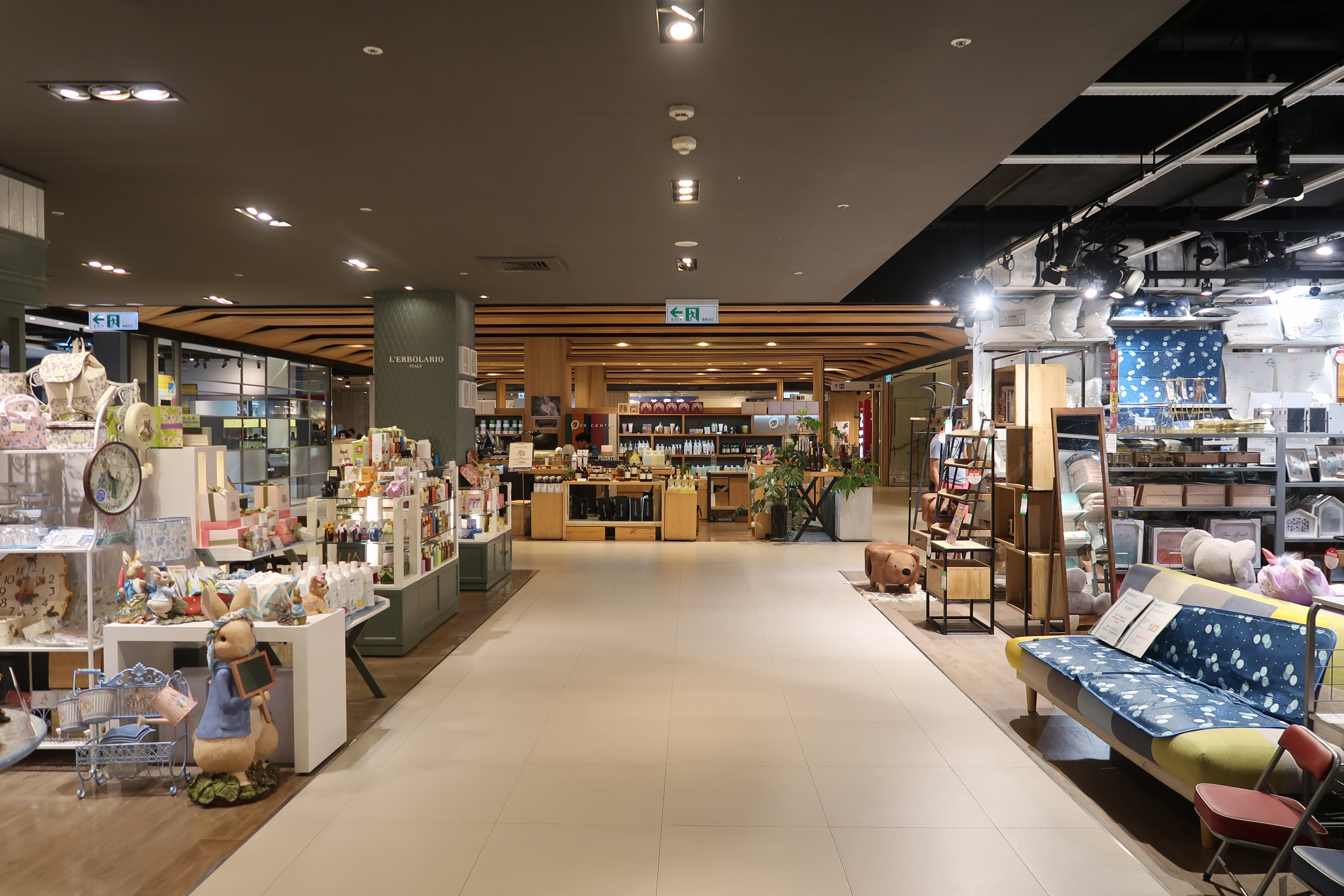
Niveau 12
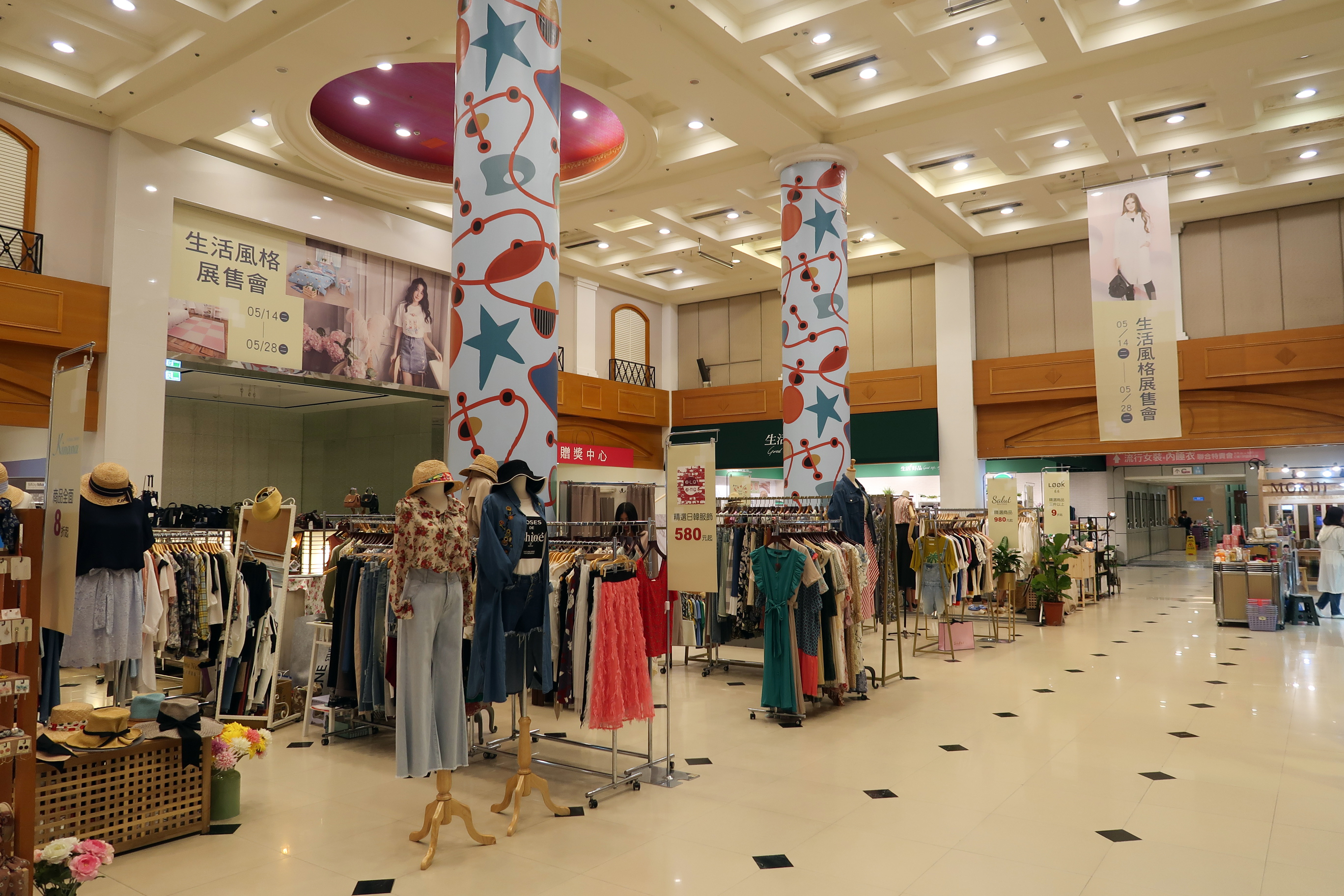
Niveau 13